# Горбановка (Львовская область)
Горбановка (укр. Горбанівка) — село в Подкаменской поселковой общине Золочевского района Львовской области Украины.
Население по переписи 2001 года составляло 190 человек. Занимает площадь 0,550 км². Почтовый индекс — 80655. Телефонный код — 3266.